# 橋本康子
橋本 康子（はしもと やすこ、現姓・松井、1975年8月12日- ）は、日本の元女子陸上競技長距離走・マラソン選手。
福島県本宮町（現・本宮市）出身。2009年4月に結婚、2010年1月に長男が誕生している。

## 略歴
清陵情報高等学校～東京女子体育大学出身。1998年日本生命へ入社。同社陸上競技部に入部する。2002年陸上部の廃止により、同年サミー（のちセガサミー）陸上競技部へ移籍。
2000年の世界クロスカントリー選手権代表（シニア・8012m）、53位。同年世界ハーフマラソン選手権代表、9位。香川丸亀ハーフマラソンでは2003年と2004年に2連覇を果たしている。
2003年9月のベルリンマラソンでは、2時間26分台の記録でフルマラソン初優勝となった。2004年のアテネオリンピック女子マラソン選考代表レースである、同年3月の名古屋国際女子マラソンでは大きく期待されていたが、中盤で先頭集団から遅れて12位に留まった。翌2005年の名古屋国際は、4位ながらも2時間25分台をマーク、マラソン自己ベスト記録となった。
5年連続5回目の出走となる2007年の名古屋国際女子マラソンでは、レース終盤で昨年覇者の弘山晴美（資生堂）らとデッドヒートとなったが、ゴールまで残り1Kmを過ぎた後に、橋本自らのラストスパートで弘山を引き離して、念願の国内マラソン大会初優勝を果たした。この結果により、同年9月開催の世界陸上大阪大会女子マラソン代表に初めて選出となった。
世界陸上女子マラソンの本番レースでは、優勝したキャサリン・ヌデレバ（ケニア）のすぐ後ろについて序盤から徹底的にマークしていたが、中間点を過ぎてから遅れ始め結局23位に終わる。翌2008年の北京オリンピック女子マラソン代表選考レースである、名古屋国際にエントリーしていたが、左膝の故障により欠場したため、北京五輪も断念となった。
セガサミーが2008年3月31日付限りで、陸上部廃部となったのを機に、第一線から退いた。セガサミー退社後の現在は、スポーツインストラクターなどで活動中。

## 主な戦歴
- 1997年3月　日本学生選手権女子マラソン　2:43:12　6位
- 2001年12月　神戸全日本女子ハーフマラソン　1:08:55　2位（ハーフマラソン自己ベスト）
- 2003年2月　香川丸亀国際ハーフマラソン　1:09:32　優勝
- 2003年3月　名古屋国際女子マラソン　2:29:37　5位
- 2003年9月　ベルリンマラソン　2:26:32　優勝
- 2004年2月　香川丸亀国際ハーフマラソン　1:10:46　優勝（2連覇達成）
- 2004年3月　名古屋国際女子マラソン　2:35:01　12位
- 2004年10月　シカゴマラソン　2:40:34　13位
- 2005年2月　香川丸亀国際ハーフマラソン　1:09:43　2位
- 2005年3月　名古屋国際女子マラソン　2:25:21　4位（マラソン自己ベスト）
- 2006年3月　名古屋国際女子マラソン　2:29:53　6位
- 2007年3月　名古屋国際女子マラソン　2:28:49　優勝
- 2007年9月　世界陸上大阪大会女子マラソン　2:38:36　23位

## その他
- 出身地の本宮市では世界陸上代表決定後は大フィーバーで、世界陸上の本宮市民ツアーも開催されていた。